# Lámina (objeto)
Una lámina es una plancha o un objeto muy delgado, cuya superficie es superior a su espesor. Es posible encontrar láminas de diversos materiales, como metal, cartón o papel. Por ejemplo: “Tengo que llevar una lámina con fotografías de la familia a la escuela”, “Necesitamos varias láminas de aluminio para terminar de construir el galpón”, “La torta tenía, en su parte superior, una fina lámina de chocolate”.
En el ámbito de la ingeniería y de la construcción, la lámina es un elemento estructural hecho con un sólido deformable, lo que le permite trabajar a flexión. Se diferencian de las placas en que éstas son planas, mientras que las láminas son curvadas en el espacio tridimensional.
Una lámina, en otro sentido, es un dibujo o una estampa que se obtiene a través del grabado. Por extensión se conoce como lámina a la figura total de una persona o de un animal. Las láminas, en este caso, son frecuentes en la escuela.
Para la geología, una lámina o manto es una masa tabular de roca ígnea que se ubica de forma paralela a los estratos rocosos de la zona. La botánica, en cambio, utiliza la noción de lámina para referirse a la parte más ancha de las hojas y los pétalos.
La estructura que se halla bajo el sombrero de una seta; el conjunto de redes que brindan soporte mecánico al núcleo de una célula; una porción de las proteínas; un grupo de instrumentos musicales; y la parte delgada y plana de los huesos, las membranas, los tejidos y los cartílagos de los seres orgánicos también reciben el nombre de lámina.